# Nadine Corbasson
Pour les articles homonymes, voir Corbasson.
Nadine Corbasson, née le 5 août 1935 à Bourg-Fidèle dans les Ardennes et morte le 27 avril 2013 dans le 18e arrondissement de Paris, est une journaliste, écrivaine française, notamment auteure de romans policiers.

## Biographie
Après ses débuts à Elle où elle entre à 20 ans sous la direction de Hélène Lazareff, elle dirige la rédaction de Votre beauté et de Médecines douces ; elle collabore en outre à de nombreux magazines. Depuis quelques années, elle publie des romans policiers.

## Œuvre

### Ouvrages sur la beauté
- La Beauté en bandes dessinées (en collaboration avec Gisèle de Bruchard), Flammarion, 1973[4].
- Le Corps, Flammarion, 1974[5].
- La Cellulite, mal de la solitude (en collaboration avec le Dr S.M. Braun), Tchou, 1977[6],[7].
- Jeune et belle par la chirurgie esthétique, Éditions du Pont-Neuf, 1981.
- Une peau saine, Nathan, 1982.
- Le Maquillage.
- La Coloration chez soi.
- Sylvie Vartan beauty book (en collaboration avec Martine Sicard), Éditions no 1, 1985[8].
- La Minceur;
- La Beauté avec ou sans fards.
- 1962-1992. Trente ans de journalisme beauté ou trente glorieuses de la beauté, Publibook, 2009.

### Autre ouvrage
- L'Hospitalisation à domicile, Anne Carrière, 1998.

### Romans policiers
- L'Année de la canicule, Publisud, 1996.
- Maudit soit le dernier jour, Publibook, 2001.
- Top mortel, Publibook, 2002.
- Ce que tu es devenue, Publibook, 2002.